# Аршијак
Аршијак (фр. Archiac) насеље је и општина у западној Француској у региону Поату-Шарант, у департману Приморски Шарант која припада префектури Жонзак.
По подацима из 2011. године у општини је живело 811 становника, а густина насељености је износила 181,03 становника/km². Општина се простире на површини од 4,48 km². Налази се на средњој надморској висини од 111 метар (максималној 116 m, а минималној 48 m).

## Демографија
| 1962. | 1968. | 1975. | 1982. | 1990. | 1999. | 2011. |
| ----- | ----- | ----- | ----- | ----- | ----- | ----- |
| 813   | 856   | 890   | 868   | 837   | 864   | 811   |

График промене броја становника у току последњих година